# Andreas Cornelius
Andreas Cornelius (Copenhague, 16 de março de 1993) é um futebolista dinamarquês que atua como atacante. Atualmente, joga pelo Copenhague.

## Carreira
Foi convocado para defender a Seleção Dinamarquesa de Futebol na Copa do Mundo de 2018.

## Títulos
Copenhagen
- Campeonato Dinamarquês: 2012–13, 2015–16, 2016–17
- Copa da Dinamarca: 2014–15, 2015–16, 2016–17

Trabzonspor
- Campeonato Turco: 2021–22